# Glynis V. Cron
Glynis V. Cron (1962) es una botánica, y taxónoma sudafricana, especialista en el género Cineraria (familia Asteraceae).
Desarrolla actividades académicas y científicas en la Escuela de Ciencias Ambientales, Animales, y Vegetales de la Universidad de Witwatersrand.

## Obra
- glynis v. Cron, cary Pirone, madelaine Bartlett, w. john Kress, chelsea Specht. 2012. Phylogenetic Relationships and Evolution in the Strelitziaceae (Zingiberales) Archivado el 11 de septiembre de 2015 en Wayback Machine.. Systematic Botany 37 (3): 606–619

- -------------------, kevin Balkwill, eric b. Knox. 2007. Multivariate analysis of morphological variation in Cineraria deltoidea (Asteraceae, Senecioneae). Botanical Journal of The Linnean Society 154 (4): 497-521

DOI: 10.1111/j.1095-8339.2007.00664.x
- -------------------, -----------------, -----------------. 2006. Two new species and a variety of Cineraria (Asteraceae) from tropical Africa. Kew Bulletin 61 (2): 167-178 sumario e introducción en línea

- -------------------, bertil Nordenstam. 2006. Oresbia, a New South African Genus of the Asteraceae, Senecioneae. Novon: A Journal for Botanical Nomenclature 16 (2):216–223

- -------------------, petrus j. Robbertse, Paul L.D. Vincent. 1993. The anatomy of the cypselae of species of Cineraria L. (Asteraceae—Senecioneae) and its taxonomic significance. Botanical Journal of the Linnean Society 112 (4): 319–334 resumen en línea

## Honores

### Eponimia
- (Amaryllidaceae) Amaryllis × cronii hort. ex Vilmorin[4]

## Literatura
- mary Gunn, l.e.w. Codd. Botanical Exploration of Southern Africa: An Illustrated History of Early Botanical Literature on the Cape Flora. Biographical Accounts of the Leading Plant Collectors and Their Activities in Southern Africa from the Days of the East India Company Until Modern Times. CRC Press, 1981. ISBN 0-86961-129-1

- La abreviatura «Cron» se emplea para indicar a Glynis V. Cron como autoridad en la descripción y clasificación científica de los vegetales.[5]